# Observatório de Raios Gama Compton
O Observatório de raios Gama Compton foi o segundo telescópio do grupo dos Grandes Observatórios Espaciais da NASA, destinado a estudar principalmente, as radiações gama dos corpos celestes.
Foi lançado a bordo do ônibus espacial Atlantis, missão STS-37, em 5 de abril de 1991. Devido a problemas com os seus giroscópios, a NASA decidiu fazê-lo reentrar com segurança na atmosfera da Terra, em 4 de junho de 2000.
O Observatório estava ao cargo do Laboratório de Jato-propulsão (JPL) da NASA, situado no estado da Califórnia, baptizado inicialmente como Gamma Ray Observatory (GRO). Compton media 9,1 metros por 4,6 metros, pesava cerca de dezessete toneladas e foi a carga mais pesada lançada ao espaço pela NASA.
Compton carregava quatro instrumentos científicos que permitiram cobrir seis décadas de estudos do espectro eletromagnético que ia de 30 keV até 30 GeV.

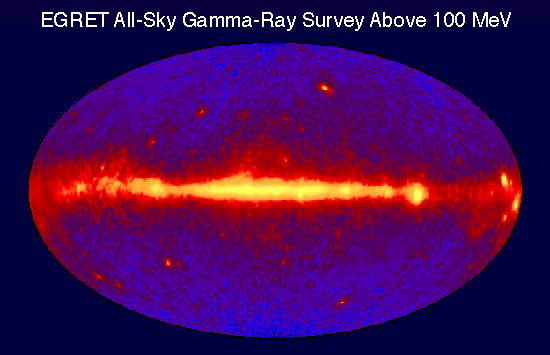
Imagem obtida pelo instrumento EGRET

Em ordem crescente de energia do espectro eletromagnético, temos os seguintes instrumentos:
- Burst And Transient Source Experiment (BATSE)
- Oriented Scintillation Spectrometer Experiment (OSSE)
- Imaging Compton Telescope (COMPTEL)
- Energetic Gamma Ray Experiment Telescope (EGRET)

De todos estes quatro instrumentos, o maior e o mais sensível de todos era o telescópio de raios gama EGRET. O seu grande tamanho era devido a necessidade de captar um certo número de partículas de raios gama, que incidem sobre o detector. Como o número de fótons de raios gama é muito menor que o número de fótons óptico, daí a necessidade que o detector fosse grande para registrar um número razoável de raios gama, em um determinado período de tempo.   
Compton detectou mais de 2.600 explosões de raios gama, indicando que este é um fenômeno que ocorre por todo o Universo. Compton descobriu centenas de fontes desconhecidas de raios gama, incluindo 30 objetos celestes exóticos. Detectou emanações de raios gama de buracos negros, de estrelas que explodem e do nosso próprio Sol.
O Observatório recebeu este nome em honra de  Dr. Arthur Holly Compton, que recebeu em 1927 o Prêmio Nobel de Física, quando estudou a dispersão dos fótons de alta energia pelos elétrons, um processo fundamental nas técnicas de detecção dos raios gamas, que todos os QUATRO instrumentos do Observatório utilizavam.